# 冀南银行
冀南银行是抗日战争和第二次国共内战时期存在于太行、冀南地区的一家银行，由中国共产党领导的地方政权建立，为发钞行。发行冀南银行币，称为冀币、冀钞或冀南币，分为太岳版、太行版、平原版。

## 历史
1939年10月15日八路军前敌总部后勤部在山西省黎城县小寨村和河北省南宫县后索泸村同时成立，对外均称“总行”，形成了“双总行制”（山西黎城小寨的“路西行”是实际上的总行，“路东行”是冀南区银行），形成了“灾难备份”机制。印钞厂大多分布在险峻隐蔽的“二道沟三道梁”，平原地区的印钞厂则设在地道中，分散生产。首任董事长杨立三（八路军前总后勤部长兼兵站部长）实行严格的保密制度，总行机关、主要领导和各印钞厂对外一律称代号，总行代号为“伦敦”，首任行长高捷成（厦门大学经济系肆业，参加长征的老红军，冀南税务总局局长、晋冀豫财经处处长）、政委熊光炳、政治处主任陈希愈、发行部主任梁绍彭分别代号为“伦敦七号”、“伦敦八号”、“伦敦九号”、“伦敦十号”。八路军冀南军区供给部政治委员兼冀南行政主任公署财政处长赖懃任冀南银行经理，主持“路东行”工作。1939年10月“上党银号”并入冀南银行。1939年10月15日，晋冀豫边区政府宣布冀南银行票是边区的本位币，今后边区内一切公私交易，均须使用冀南钞（币）。1940年高捷成兼任冀南银行政治委员。1940年8月，冀南、太行、太岳行政联合办事处（晋冀鲁豫边区政府前身，简称“冀太联办”）成立，颁发布告，明确规定冀南银行币为统一本位币，冀南币流通范围扩充到太岳区，冀南银行划归联办直接领导。10月，太行地区冀南银行也开始兼办政府金库工作。年底，冀南银行的业务已从统一市场货币，发展到收购铜元、银元、黄金，代理金库，发放农业贷款等业务了。1940年，胡景沄写了《一年来之冀南银行》的文章，后收入《革命根据地经济史料选编（中册）》，文中介绍了冀南银行产生的意义及经过，对冀南银行一年来的工作进行了概述和检讨，对未来发展提出了展望。1941年，冀南币基本占领了市场，货币斗争取得了显著成效。1941年2月，冀太联办颁发布告，统一货币，巩固金融。太岳区设立银行机构，发放商业贷款，繁荣市场。3月，太行区决定设立县银行机构。1941年9月晋冀豫边区政府成立。杨秀峰在晋冀鲁豫边区临时参议会的开幕报告中总结：“国民党顽固派石友三在冀南所做的种种罪恶之一是破坏冀南银行新钞，不顾抗战利益，不顾人民生活，滥行撕毁没收，并发出‘使用冀南银行钞票就地枪决’的布告”，但由于“整顿了上党票、各区小票、各县流通券及杂票，实际地巩固了冀钞，安定了金融。保护了法币，打击敌伪钞，收到了相当效果，冀钞市场一年来是扩大了”。1941年3月5日成立冀南银行太岳办事处。1941年7月，鲁西银行划归冀南银行领导，但保留鲁西银行名称，其发行的流通券，与冀南币1比1兑换，但仅限于冀鲁豫边区流通。1941年9月，冀南银行总行在河北省涉县索堡村成立，隶属晋冀鲁豫边区政府。1943年2月，太行、太岳、冀南各大战略区实行货币分区管理，各区冀币分别加盖“太行”、“太岳”、“平原”字样，不得跨区流通。1944年10月，冀南银行和晋冀鲁豫边区政府工商管理总局合并办公。1944年党政军机构在冀南银行的透支全部还清，冀南银行的发行全部贷给工农业生产和商业。由于冀南银行坚持稳健经营，冀钞不断升值：1939年刚发行时1元冀钞兑换1角至2角联银券；1945年3月1元冀钞兑换15元联银券。
1943年2月22日开始，冀南银行实施钞票分行署区发行、流通的办法。1943年5月14日高捷成带领发行科部分工作人员和警卫班进驻河北内邱县白鹿角村，遭汉奸告密，被日军奔袭，高捷成组织力量掩护转移，战斗中腹部中弹，英勇牺牲在日军的刺刀之下，年仅34岁。1943年7月，赖懃奉命到太行抗日根据地。1943年8月1日，晋冀鲁豫边区政府正式任命赖懃为冀南银行第二任行长，副行长胡景沄、陈希愈。1944年7月，鲁西银行并入冀南银行冀南区行，成为冀鲁豫区行，与冀鲁豫工商局合署办公，局长兼行长林海云，监委韩哲一。1945年6月赖懃在晋冀鲁豫边区白求恩医院因心脏内膜炎和恶性败血症病逝。胡景沄任冀南银行第三任行长。
1945年10月，冀南区行与鲁西银行分设。1945年11月10日，中共晋冀鲁豫中央局在峰峰矿务局召开高干会议，决定冀南银行总行不再兼太行区行，全区货币统一发行、各区发行的鲁钞、冀钞太岳版、太行版、冀南版实行等价自由流通，从1946年1月1日起施行；鲁西银行并入冀南银行为冀鲁豫区行。1945年12月1日，随着上党战役、邯郸战役胜利，晋冀鲁豫边区政府发出指示，冀鲁豫、冀南、太行、太岳四个区的银行由冀南银行统一领导。1946年1月1日起，边区内各种版别的纸币，包括太行、太岳、平原版及鲁西票，一律等价流通。1946年3月，银行、工商局分开，总行由武安迁邯郸。1947年11月12日石家庄解放后，晋察冀边区银行停止发行“边币”，冀南银行的冀币在晋察冀流通发行，冀南钞1元折合边币10元。1948年4月冀南银行与晋察冀边区银行在石家庄联合办公。1948年10月两行合并成立华北银行。1948年12月1日，华北银行与西北农民银行、北海银行合并成立中国人民银行。人民币一元等于冀南银行钞票一百元。
自1939年冀南银行成立至1948年12月1日中国人民银行成立之前，冀南银行累计发行货币2012.7亿元，纸币种类多达六十多个品种（包括各种版别和地名）。冀南票币的流通区域遍及晋冀鲁豫及黄河以南等4个行署22个专区近200个县市，供4000多万人口使用。